# Бир, Элизабет
Сара Бир Элизабет Вишневски (англ. Sarah Bear Elizabeth Wishnevsky), известная более как Элизабет Бир (англ. Elizabeth Bear) — американская писательница, автор научно-фантастической литературы, пишущая в основном в поджанре спекулятивная фантастика. Лауреат премий Джона Кэмпбелла в 2005 году (лучшему новому писателю-фантасту), «Локус» в 2006 году (за лучший дебютный роман), «Хьюго» в 2008 (за лучший рассказ) и 2009 году (за лучшую короткую повесть). Элизабет Бир является одной из пяти авторов (не считая Бир, это Кэролайн Черри, Орсон Скотт Кард, Спайдер Робинсон и Тед Чан), кто стал лауреатом Хьюго после получения премии Кэмпбелла.

## Биография
Элизабет Бир родилась 22 сентября 1971 года в Хартфорде, штат Коннектикут, где и провела всё детство. Элизабет изучала английский и антропологию в Коннектикутском университете, но обучение не закончила. В 2000 году Элизабет вышла замуж за Кристофера Киндреда (англ. Christopher Kindred) и переехала в Лас-Вегас (штат Невада), однако в январе 2006 года вернулась в Коннектикут.
Дебютный роман Элизабет Бир «Выкованная» о женщине-киборге из Канады, первая часть трилогии о Дженни Кейси, был выпущен в январе 2005 года. В том же году (июль и ноябрь) вышли романы-продолжение: «Шрам» и «На связи с миром». В 2005 году Бир получила премию Джона Кэмпбелла, как лучший новый писатель фантаст, а в 2006 году премию «Локус» за лучший дебютный роман. В мае 2005 года был опубликован рассказ Элизабет Бир «Между дьяволом и синим морем», описывающем передвижение курьера по постапокалиптической Америке (что примечательно, для написания Элизабет специально собирала материалы по передвижению в радиоактивной зоне). В мае 2006 года был издан сборник прозы «Цепи, которые ты отвергаешь».
В том же 2006 году Элизабет Бир начала фэнтезийную серию «Век Прометея», о войне Клуба Прометея, созданного при дворе королевы Елизаветы I, против фейри. Первый роман «Кровь и железо» дебютировал 27 июня. Действие второго романа, «Виски и вода», происходит спустя 7 лет и на этот раз в войну вступают новые стороны. Роман вошёл в ежегодный рекомендательный список лучших книг 2007 года, составляемый журналом «Локус».  Серию завершает дилогия «Стратфордский человек»: первая часть является приквелом к первым двум книгам серии, а по сюжету в противостояние оказываются вовлечены Уильям Шекспир и Кристофер Марло. Роман «Чернила и сталь» вошёл в список лучших книг жанра фэнтези по итогам 2008 года, составляемый Американской библиотечной ассоциацией.
Роман «Глубинное течение», изданный в 2007 году, повествует об отдалённой рудной планете, населённой живущими в воде аборигенами, где герой оказывается втянутым в политические дрязги горнодобывающей компании. Осенью 2007 года вышел роман «Товарищ волкам», написанный Бир в соавторстве с писательницей Сарой Монетт (англ. Sarah Monette), главный герой которого присоединяется к стражам севера, воинам, которые несут службу на севере и имеют телепатическую связь с гигантскими волками. В соавторстве с Монетт, Бир написала ряд рассказов, в частности «Буджум», о девушке занимающейся космическим пиратством, которая становится перед выбором: потерять телесную оболочку или сохранить разум.
Детективная серия «Новый Амстердам», начатая в 2007 году, принадлежит к жанру альтернативной истории (условно, так как физические законы описываемого мира отличны). Главными героями являются королевский детектив Абигайл Гаррет (англ. Abigail Irene Garrett) и детектив-вампир Дон Себастьян (англ. Don Sebastien).
Роман «Пыль», изданный в январе 2008 года, начинает трилогию «Лестница Иакова», космическую оперу о древнем корабле, на котором собраны несколько поколений поселенцев (включая враждующие фракции киборгов, инфицированных искусственным интеллектом ангелов и почти бессмертных возвышенных). Во второй части (роман «Холод»), вышедшей в 2010 году, помимо внутренних интриг, над путешественниками нависает угроза извне. Третья часть трилогии находится в работе.

### Циклы
- Трилогия о Дженни Кейси (англ. The Jenny Casey Trilogy)
  - Роман Выкованная (англ. Hammered), январь 2005 года;
  - Роман Шрам (англ. Scardown), июль 2005 года;
  - Роман На связи с миром (англ. Worldwired), ноябрь 2005 года.
- Серия Век Прометея (англ. The Promethean Age)
  - Роман Кровь и железо (англ. Blood and Iron), июнь 2006 года;
  - Роман Виски и вода (англ. Whiskey and Water), июль 2007 года;
  - Дилогия Стратфордский человек (англ. The Stratford Man):
    - Роман Чернила и сталь (англ. Volume I: Ink and Steel), июль 2008 года;
    - Роман Ад и Земля (англ. Volume II: Hell and Earth), август 2008 года.
- Космическая опера Лестница Иакова (англ. Jacob's Ladder Trilogy)
  - Роман Пыль (англ. Dust), декабрь 2007 года;
  - Роман Холод (англ. Chill), февраль 2010 года;
  - Роман Песок (англ. Grail), в работе.
- The Edda of Burdens
  - Роман All the Windwracked Stars, октябрь 2008 года;
  - Роман By the Mountain Bound, октябрь 2009 года;
  - Роман The Sea thy Mistress, октябрь 2010 года.
- Серия The Iskryne Series (в соавторстве с Сарой Монетт)
  - Роман Товарищ волкам (англ. A Companion to Wolves), октябрь 2007 года;
  - Роман A Reckoning of Men, запланирован на 2011 год;
  - Роман An Apprentice to Elves, запланирован на 2013 год.
- Серия Новый Амстердам (англ. New Amsterdam series):
  - Роман Новый Амстердам (англ. New Amsterdam), май 2007 года;
  - Рассказ Seven for a Secret, март 2009 года;
  - Рассказ Белый город (англ. The White City), залпанирован на 2011 год.

### Романы
Романы, не входящие в циклы и серии:
- Карнавал (англ. Carnival), ноябрь 2006 года;
- Глубинные течения (англ. Undertow), август 2007 года.

### Рассказы и повести
Большинство рассказов Элизабет Бир вошли в авторский сборник «Цепи, которые ты отвергаешь» (англ. The Chains That You Refuse), вышедший в конце 2007 года.
- Тигр! Тигр! (англ. Tiger! Tiger!), сентябрь 2003 года (написан для антологии Shadows Over Baker Street);
- Между дьяволом и синим морем (англ. And the Deep Blue Sea), май 2005 года;
- Собачий остров (англ. Ile of Dogges), в соавторстве с Сарой Монетт, 2006 год;
- Береговая линия (англ. Tideline), июнь 2007 года;
- Буджум (англ. Boojum),  в соавторстве с Сарой Монетт, 2008 год;
- Шогготы в цвету (англ. Shoggoths in Bloom), март 2008 года;
- Две мечты (англ. Two Dreams on a Train), 2009 год.

## Номинации и награды
- Лауреат премии Джона В. Кэмпбелла лучшему новому писателю-фантасту 2005 года[6][18].
- Лауреат премии «Локус» 2006 года за лучший дебютный роман (трилогия о Дженни Кейси)[7].
- Номинант премии Филипа Дика (англ. Philip K. Dick Award) в 2006 году за лучшую НФ-книгу в США (роман «Карнавал»)[19] (Бир получила почётный диплом[20]).
- Номинант премии Филипа Дика (англ. Philip K. Dick Award) в 2007 году за лучшую НФ-книгу в США (роман «Глубинные течения»)[19][21].
- Номинант премии «Sidewise», главной награды в области альтернативной истории (англ. Sidewise Award for Alternate History), в 2007 году за лучшее произведение малой формы (рассказ «Lumiere»)[22][23].
- Номинант премии «Lammys» (англ. Lambda Literary Award) в 2007 году за произведение в жанре фантастика, в которой освещаются проблемы сексуальных меньшинств (роман «Карнавал»)[24].
- Лауреат премии «Хьюго» 2008 года за лучший рассказ («Береговая линия»)[25].
- Лауреат премии Теодора Старджона (англ. Theodore Sturgeon Memorial Award) 2008 года за лучший НФ-рассказ («Береговая линия»)[26][27].
- Номинант премии «Lammys» (англ. Lambda Literary Award) в 2008 году за произведение в жанре фантастика, в которой освещаются проблемы сексуальных меньшинств (роман «Товарищ волкам», в соавторстве с С. Монетт)[28].
- Лауреат премии «Хьюго» 2009 года за лучшую короткую повесть («Шогготы в цвету»)[29].